# Kinosternon hirtipes
Kinosternon hirtipes là một loài rùa trong họ Kinosternidae. Loài này được Wagler mô tả khoa học đầu tiên năm 1830.